# Michael Naura
Michael Naura (* 19. August 1934 in Memel, Litauen; † 13. Februar 2017 in Schwabstedt) war ein deutscher Jazzpianist, Jazz-Redakteur, -Publizist und -Produzent des NDR Jazzworkshops. Nach seinen Anfängen als Jazzmusiker machte er als Jazzredakteur im Rundfunk des NDR und als Publizist den Jazz populär.

## Leben
Naura kam im Alter von sechs Jahren mit seiner Mutter nach Berlin. Dort wuchs er auf und studierte an der FU Berlin Publizistik, Philosophie und Soziologie. Anschließend war er als Pianist in Swingbands tätig. Von 1953 bis 1964 leitete er eine der damals erfolgreichsten Jazzbands in Deutschland, das Michael Naura Quintett. Die Musik dieses eklektischen Quintetts war ursprünglich stark von George Shearing beeinflusst, dann kamen Einflüsse von Dave Brubeck ins Spiel, später orientierte sie sich am Hard Bop von Horace Silver, aber auch am kammermusikalischen Spielideal des Modern Jazz Quartet. Der wichtigste Improvisator in Nauras Quintett war ab 1953 der Vibraphonist Wolfgang Schlüter. Weitere Musiker in seinen Gruppen waren die Altsaxophonisten Klaus Marmulla und Peter Reinke, die Bassisten Hajo Lange und Wolfgang Luschert und die Schlagzeuger Heinz von Moisy und Joe Nay.
Im August 1956 zog Michael Naura mit seinem Quintett von Berlin nach Hamburg. Im Hamburger Jazz-Keller Barett in den Colonnaden hatten sie ein festes Engagement erhalten. Sie spielten dort sieben Jahre lang und sechs Nächte pro Woche. 1964 musste sich Naura wegen Polyserositis in das Heidesanatorium Wintermoor begeben und sich dort ein Jahr lang auskurieren. Er führte das vor allem auf die tägliche Arbeit in den damals stark verrauchten Jazzkellern zurück. Prominente Jazzmusiker Deutschlands gaben Benefizkonzerte, um die notwendigen Mittel für die Behandlung einzuspielen. Nach seiner Entlassung zog sich Naura weitgehend aus dem aktiven Musikerleben zurück und arbeitete als Journalist. 1966 begegnete er dem Hamburger Schriftsteller und Lyriker Peter Rühmkorf und vereinte mit ihm „Jazz und Lyrik“ in vielen Produktionen und Auftritten. Darüber hinaus verband ihn mit Rühmkorf eine enge persönliche Freundschaft. Weitere bekannte Freunde wurden später Günter Grass  und Roger Willemsen, der eine Weile lang Nauras Nachbar war.
Ab 1967 arbeitete Naura als Tonmeister für die Abteilung Tanzmusik des Norddeutschen Rundfunks. Nach dem Tode von Hans Gertberg übernahm er 1971 als Redakteur die Leitung der NDR-Jazzredaktion. Unter seiner Leitung entwickelte der Sender „das weitestgespannte und interessanteste Jazz-Programm Europas“. „Mit seiner ausdrucksstarken Stimme gab er seinen Worten im Radio einen hohen Wiedererkennungswert. Facettenreich und intuitiv sprach er ins Mikrofon, mal sanft berührend, mal provozierend“, schrieb die NDR-Jazzredaktion über ihn. „Jahrzehntelang zählte er zu den prominentesten Stimmen des NDR. Warm und tief sprach er aus der Fülle des Leibes. Sein Timbre schwingt bis heute im Ohr.“ 1999 ging er in den Ruhestand.
Naura war auch ein bekannter Jazzautor. Neben seinen Artikeln in Sammelwerken, Zeitschriften und Zeitungen schrieb er auch Texte (Liner Notes) für Schallplatten und CDs. Er verfügte über ein umfangreiches Wissen. Seine Sprache zeichnete sich durch kräftige – zum Teil derbe – Metaphern aus. Vor gelegentlichen Attacken scheute er nicht zurück. 2009 erhielt Naura den Ehrenpreis für Radiojournalismus im Jazz beim WDR-Jazzpreis für sein Lebenswerk. Im Ruhestand wandte er sich der Malerei zu. Er starb 2017 im Alter von 82 Jahren in seinem Wohnort Hollbüllhuus bei Husum. Er hinterließ seine Frau Christina und eine Tochter.

## Diskografische Hinweise
- Down to Earth, 1958
- George / Jankowski / Naura: Jazz In Deutschland, 1957–1958
- Michael Naura Quintet, 1963
- Call (mit Wolfgang Schlüter, Eberhard Weber und Joe Nay), 1970
- Rainbow Runner (wie oben), 1973
- Vanessa (wie oben, außerdem Klaus Thunemann), 1974
- Kein Apolloprogramm für Lyrik (mit Wolfgang Schlüter, Eberhard Weber, Peter Rühmkorf), 1976
- Country Children (mit Wolfgang Schlüter), 1977
- Phönix voran (mit Wolfgang Schlüter, Leszek Zadlo, Peter Rühmkorf), 1978
- Ochsenzoll (mit Wolfgang Schlüter, Herbert Joos, Albert Mangelsdorff), 1985
- Orang-Utan (mit Wolfgang Schlüter, Claus Bantzer), 1985
- Naura Box. Fortissimo – eine deutsche Jazzologie, 6 CDs, Gateway4m, 2009.[10]

## Hörspiel
- Chet Baker – Der Lange Sturz. Eine szenische Phantasie. Hoffmann und Campe Verlag, Hamburg 2002, ISBN 978-3-455-32005-3, 1 CD, 57 Min.

## Veröffentlichungen
- jazz-toccata. Rowohlt, Reinbek 1991, ISBN 3-499-19162-8.
- Cadenza: Ein Jazzpanorama. Europäische Verlagsanstalt, Hamburg 2002, ISBN 3-434-50537-7.
- Wolfram Knauer (Hrsg.): Jazz in Deutschland. Wolke Verlag, Hofheim 1996, ISBN 3-923997-70-1, darin ein Interview mit Naura.